# Кейп-Уэст-Кост (биосферный резерват)

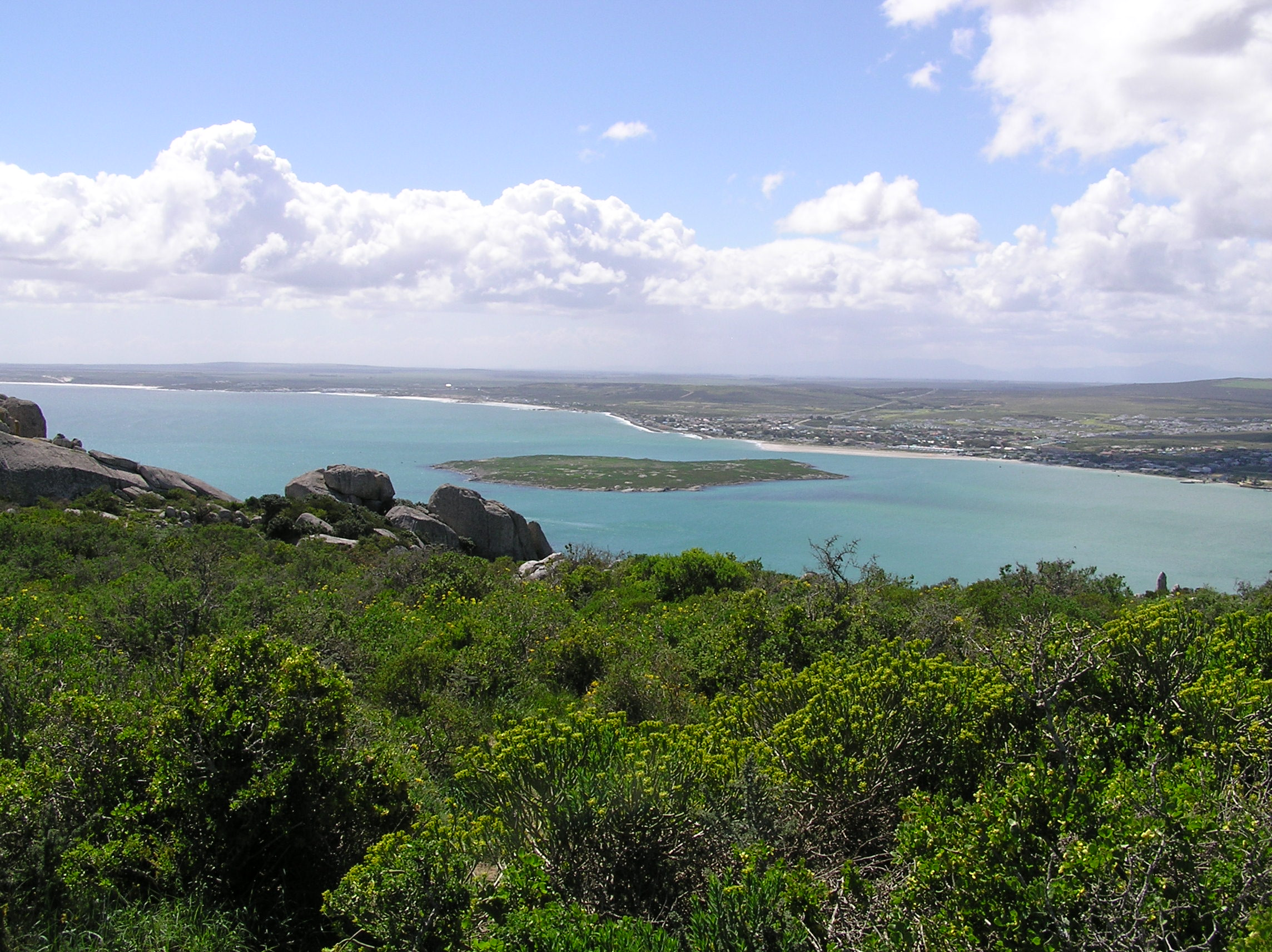
Национальный парк Уэст Кост

Кейп-Уэст-Кост — биосферный резерват на побережье ЮАР севернее Кейптауна. Резерват был основан в 2000 году и расширен в 2003 году.

## Физико-географические характеристики

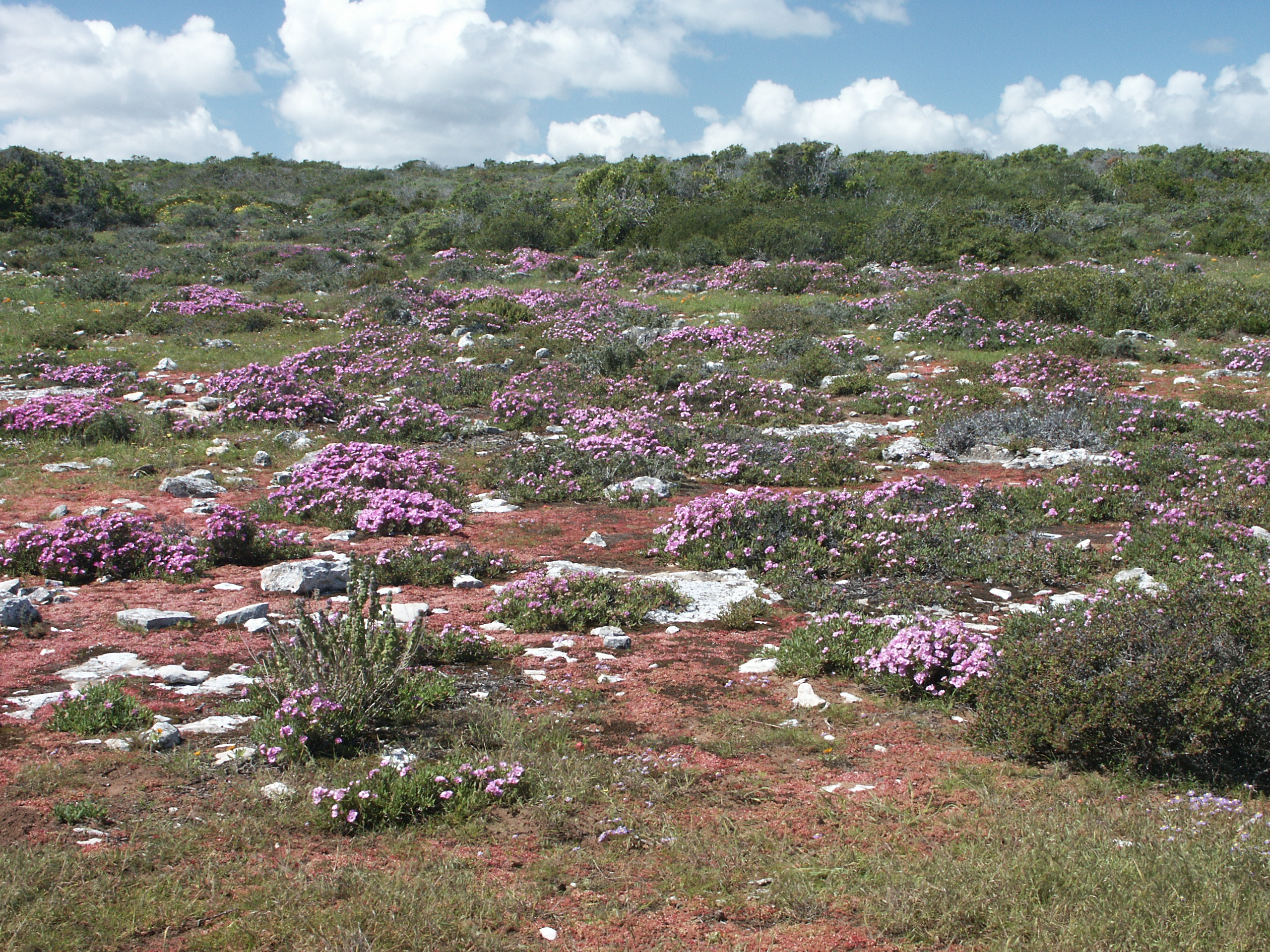
Цветение в национальном парке Уэст Кост

База данных программы «Человек и биосфера» даёт следующие координаты резервата: 33°00′ ю. ш. 18°00′ в. д. — 34°00′ ю. ш. 18°30′ в. д.. Биосферный заповедник расположен между реками Дьеп и Берг, его общая площадь составляет 3782,4 км², при этом ядро заповедника занимает 477,3 км², буферная зона — 1726,43 км², зона сотрудничества — 1578,67 км². Ядро заповедника включает лагуну Лангебан, небольшие острова Дассен (Dassen) и Вонделин (Vondeling).
Часть заповедника относится к водно-болотным угодьям, охраняемым рамсарской конвенцией. Кроме того, на территории резервата расположен национальный парк Уэст Кост, парк окаменелостей Уэст Кост и ряд промышленных сооружений.
Согласно базы данных программы высота резервата над уровнем моря находится в пределах от 0 до 500 метров. Вместе с тем, по данным самого заповедника, его высшая точка расположена в восточной части Darling Hills и достигает 570 метров.
Климат на территории резервата характеризуется сильными ветрами, дожди в основном бывают зимой. Уровень осадков сильно различается от юга (515 мм в районе Кейптауна) к северу (278 мм в Лангебане) и от востока к западу. На климат большое влияние оказывает Эль-Ниньо.

## Флора и фауна
Кейп-Уэст-Кост расположен в капской области с богатой экосистемой.
К редким видам растений, встречающихся на территории резервата, относится Geissorhiza radians. К редким видам животных, птиц, амфибий и рептилий относятся Circus maurus, Breviceps gibbosus, Scelotes montispectus, Cephalorhynchus heavisidii.
|                    |                   |                    |
| Arctopus echinatus | Felicia australis | Carpobrutus edulis |

В биосферном резервате существует несколько центров цветочного разнообразия, в частности Hopefield Sandveld, полуостров Салдана, Горный хребет Дарлинг, Западное побережье и Атлантика (основные центры). Около 127 видов растений-эндемиков занесено в Красную книгу. Вместе с тем, интенсивное сельское хозяйство приводит к уменьшению площадей, занятых естественной растительностью.
|                             |                         |                         |
| Dorotheanthus bellidiformis | Dorotheanthus gramineus | Dorotheanthus maughanii |

## Деятельность человека

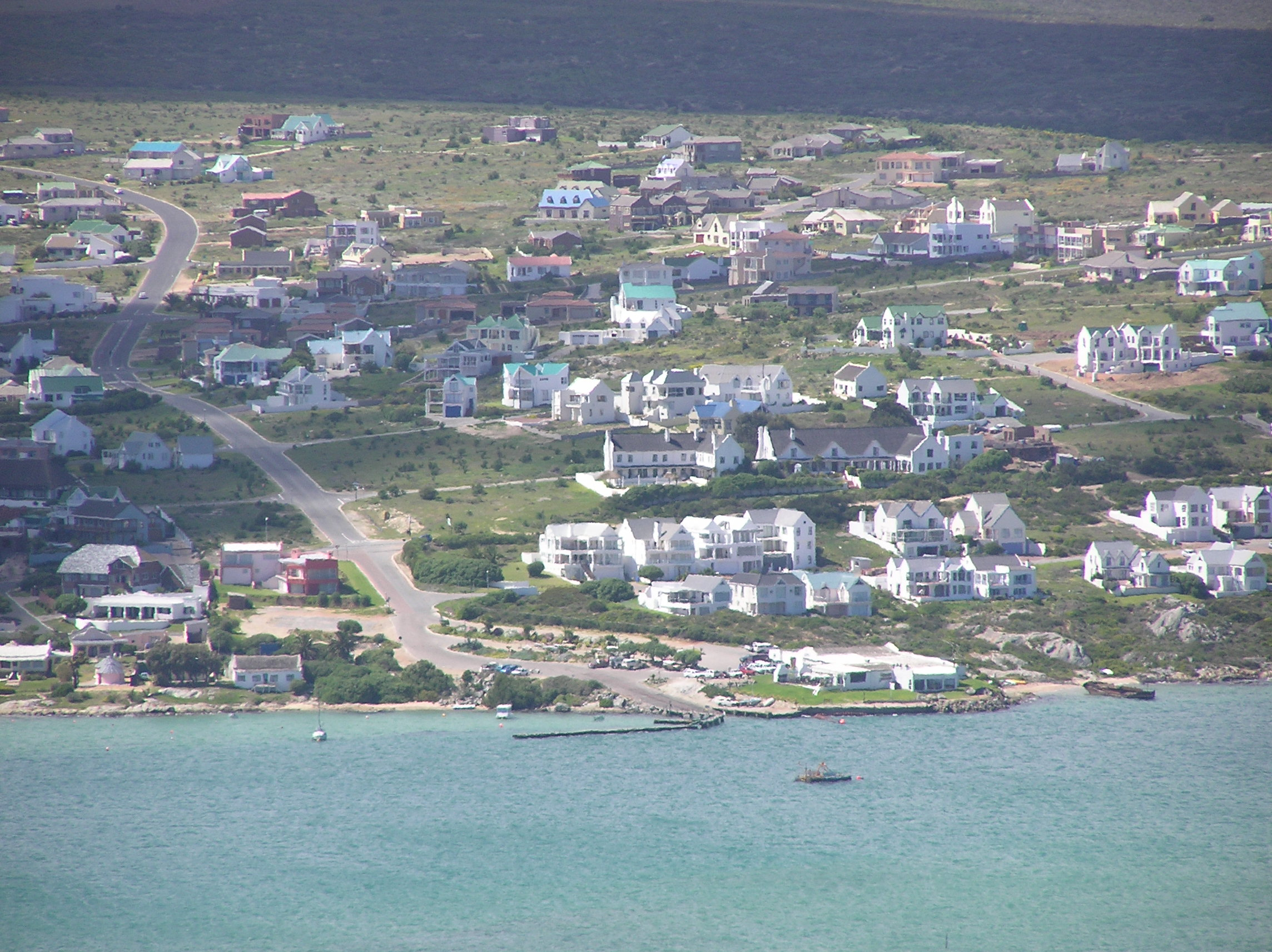
Лангебан

По данным 1999 года на территории резервата проживает около 132 тысяч постоянных жителей, ещё до 161 тысячи человек останавливаются только на выходных. Жители в основном заняты в сельском хозяйстве и рыбной ловле. Резерват является единственным объектом такого рода, на территории которого находится хранилище ядерных отходов и атомная электростанция. Кроме того, в регионе расположено множество других промышленных объектов.
Управлением парка занимается департамент окружающей среды и туризма — на национальном уровне, администрация Западной Капской провинции, департамент планирования, местного управления и жилищного строительства — на провинциальном. Перед управлением резерватом стоят следующие проблемы: горнодообывающая активность в регионе, интенсивное сельское хозяйство, включая выращивание нехарактерных культур (в основном акаций), неконтролируемые пожары и использование внедорожников.
Среди множества программ резервата:
- программа по созданию биокоридора, соединяющего различные охраняемые территории;
- программа по сотрудничеству с Кейптауном по созданию рабочих мест;
- программа по созданию индустриального коридора к промышленному району Saldanha;
- программа восстановления финбоша.